# Eliporto di Gozo
L'eliporto di Gozo (IATA: GZM, ICAO: LMMG), conosciuto anche come eliporto di Xewkija, è un eliporto civile situato nei pressi del paese di Xewkija sull'isola maltese di Gozo. È gestito dalla Gozo Heliport Ltd e non sono presenti collegamenti di linea ma solo voli charter della compagnia Heli Link Malta che opera il servizio tra Gozo e l'aeroporto di Malta con un Robinson R44.

## Storia
L'eliporto fu costruito nel 1996 nei pressi di quello che fu l'aeroporto militare di Ta' Lambert (anche indicato semplicemente Ta Lambert) usato dalle forze aeree alleate durante le fasi finali della seconda guerra mondiale come base per attacchi aerei nell'ambito dello sbarco in Sicilia. I primi voli di linea vennero svolti con un vecchio elicottero Mil Mi-8 sovietico (LZ-CAE) dalla Malta Air Charter ma durarono solo fino all'ottobre del 2004. Nel marzo del 2005 all'eliporto arrivò la compagnia spagnola Helicopteros Del Sureste con un SA 365 Dauphin ma anch'essa interruppe le attività dopo pochi mesi. Il volo da Gozo all'aeroporto di Malta durava tra i 10 e 15 minuti. Dal 2006 l'eliporto ospita anche il distaccamento locale della Protezione Civile e dei Vigili del fuoco. Nel 2008 viste le caratteristiche del piazzale di sosta l'eliporto è stato usato dall'associazione Island Microlight Club per l'atterraggio e decollo di ultraleggeri ad ala fissa. È in considerazione il progetto di ampliamento della pista per permettere l'uso della struttura anche agli aerei con capacità STOL.

## Caratteristiche
L'eliporto dispone di due piazzole per l'atterraggio (TLOF) in cemento di dimensioni 22 m x 22 m collegate da una striscia d'asfalto orientata 10/28 e lunga 130 m x 22 m che viene usata come piazzale per la sosta. L'aerostazione si trova all'estremità orientale del sedime mentre la caserma dei vigili del fuoco è situata sul lato sud. L'eliporto è sprovvisto di torre di controllo e tutti i contatti radio avvengono attraverso la torre dell'aeroporto di Malta . Le attività di volo vengono effettuate secondo le regole del volo a vista (VFR) anche se sull'isola è presente un'installazione VOR. Il servizio antincendio dell'eliporto è stato classificato come categoria H1.